# Маршалова, Лариса Владимировна
Лариса Владимировна Маршалова (бел. Ларыса Уладзіміраўна Маршалава, 22 августа 1978, Белорусская ССР — 12 июля 2023, Беларусь) — российская и белорусская актриса театра и кино, сыгравшая в более чем 100 фильмах.

## Биография
Родилась 22 августа 1978 года на границе Белорусской ССР в семье военнослужащего.
С детства проявляла артистические навыки, выступала на детских мероприятиях. Будучи повзрослевшей, поступила в медицинское училище по настоянию родителей.
Стала работать в сфере медицины семь лет и отдала все силы и навыки городской клинической больнице № 6 города Минска. Интерес к кинематографии не пропадал и она приняла решение параллельно обучаться в Белорусской государственной академии искусств на курсе Алексея Лелявского по специальности актриса театра кукол.
После получения диплома была принята в Белорусский театр-студию киноактера, где играла с 2001 года. Сначала играла небольшие роли, но затем ей стали доверять и более значимых персонажей.
Сыграла главные роли в постановках «Анна Снегина», «Как выходят в люди, или на всякого мудреца довольно простоты», «Механический человек» и «№ 13».
Впервые появилась на телевидении в 2000-х годах, затем продолжила сниматься в фильмах и играть в театре до момента своей смерти, которая наступила 12 июля 2023 года.
Сыграла в фильме «Колдовское озеро» и сериалах «Идеальный брак», «Город невест».

## Фильмография
- 2023 — Соловейка (Голубева)
- 2022 — Одиночки (Наталья)
- 2022 — Запретная группа (мама Ани)
- 2020 — Пересуд (Маховец, мать Игоря)
- 2020 — Вспышка (Зина)
- 2020 — Вместе навсегда (маникюрша)
- 2019 — Серебряный отблеск счастья (Светлана)
- 2019 — По ту сторону счастья (Нина)
- 2019 — Отчим (медсестра)
- 2019 — Идеальный брак (Надя)
- 2019 — Заступники (охранница колонии)
- 2019 — Единственная радость (Ольга Гусева, врач)
- 2019 — Город невест (Инесса Николаевна)
- 2019 — Всё могло быть иначе (Люся)
- 2018 — Подъём с глубины (Зина, старшая медсестра)
- 2018 — Опавшие листья (Лида Смирнова)
- 2018 — Несколько шагов до любви (Света, секретарь Дмитрия)
- 2018 — Неродная (Оксана, сожительница Лемешева)
- 2018 — Мы всё равно будем вместе (медсестра)
- 2018 — Лидия (Ольга)
- 2018 — Колдовское озеро (Нина, портье)
- 2018 — Доктор Улитка (Васнецова, роженица)
- 2018 — Акварели (Лиля Ясенева, мать Димы, подруга Регины)
- 2017 — Чёрная кровь (надзирательница)
- 2017 — Через беды и печали (Лена Волкова, наркоманка)
- 2017 — Цвет спелой вишни (воспитательница)
- 2017 — Мне с Вами по пути (сотрудница опеки)
- 2017 — Месть как лекарство (врач), (нет в титрах)
- 2017 — Каспий 24 (Ольга Ивановна Большакова, жертва банковской аферы (нет в титрах)
- 2017 — Это было у моря — Жанна (администратор ресторана)
- 2017 — Дом фарфора (покупательница)
- 2017 — Девушка с глазами цвета неба (Катя Филиппова, работник розыска багажа аэропорта)
- 2017 — Выбор (Светлана Карелова, жена Виктора)
- 2016 — Украденное счастье (Анжела, парикмахер)
- 2016 — Коварные игры (медсестра ЭКО)
- 2015 — Тонкий лёд (Бронислава Романовна Куницына, капитан полиции)
- 2015 — Последняя жертва Анны (Галина, жена Дмитрия)
- 2015 — Печенье с предсказанием (врач), (нет в титрах)
- 2015 — Останьтесь навсегда (Элеонора, бывшая жена Михаила)
- 2015 — Неподкупный (Верка, соседка Федотова)
- 2015 — Домработница (Галина, сестра Ольги)
- 2014 — Трюкач (жена начальника колонии)
- 2014 — Плюс Любовь (Лена, жена Аркадия)
- 2014 — От праздника к празднику (Инга Воронина)
- 2014 — Замок на песке (Рая, жена Кирилла 2014 — Барби и медведь (Зинаида Горячева, хозяйка кафе)
- 2013 — Хочу замуж (Светлана, хозяйка спортклуба)
- 2013 — Стыд (Вера)
- 2013 — Следователь Протасов (Вероника Конецкая — Инквизитор | Фильм № 3)
- 2013 — Родная кровиночка (Таня, медсестра)
- 2013 — Потому что люблю (Наталья Круглова)
- 2013 — Она не могла иначе (Зоя, сестра Тони)
- 2013 — Ой, ма-моч-ки! (Галина Иванова)
- 2013 — Трудная работа | 5-я серия
- 2013 — Иллюзия счастья (Рита)
- 2013 — Земляк (Анна, продавщица)
- 2013 — Жизнь рассудит (Алла, жена Аркадия Сергеевича)
- 2013 — Государственная граница (блондинка) |Курьеры страха | Фильм № 9
- 2013 — Все сокровища мира (Татьяна Вячеславовна, надзирательница)
- 2013 — Вот это любовь! (жена Алеся)
- 2013 — Верни меня (Ариша, подруга Эллы)
- 2012 — Псевдоним «Албанец» — 4 (Лена, жена Воронкова)
- 2012 — Нечаянная радость (Ирина Валерьевна, хозяйка магазина)
- 2012 — Не уходи (Анжела, коллега Татьяны)
- 2012 — Мать и мачеха (Лида, медсестра)
- 2012 — Куклы (Света, подруга Риты)
- 2012 — Источник счастья (Ирина Тимиряева)
- 2012 — Во саду ли, в огороде (Анжела, продавщица)
- 2011 — Слепое счастье (Ира, операционная сестра)
- 2011 — Сетевая угроза (Вера)
- 2011 — Семейный детектив (Алеся Снежко, актриса) | Маска, я тебя знаю | 33-я серия
- 2011 — Один единственный и навсегда (Валентина, медсестра)
- 2011 — Навигатор (Марианна, невеста) | Свадебный переполох | 6-я серия| Покушение | 13-я серия
- 2010 — Самая счастливая (Сара)
- 2010 — Псевдоним «Албанец» — 3 (Лена)
- 2010 — Ночной таверны огонёк (Вера, референт)
- 2010 — Ищу тебя (эпизод)
- 2010 — Журов-2 (мамочка|Невиновный | Фильм 6)
- 2009 — Суд (Личное дело | 3-я серия, эпизод)
- 2009 — Сёмин (Инна) | Серийный убийца | Фильм № 3
- 2009 — Крах фаворита
- 2009 — Командировка (милиционер)
- 2009 — Детективное агентство «Иван да Марья» (Антонина) | Дело о пропавших девушках | Фильм № 3
- 2008 — На спине у чёрного кота (официантка)
- 2007 — Я сыщик (медсестра) | Первый день за последней ночью | Фильм № 1
- 2007 — Свадьба (Светочка)
- 2007 — Иго любви (Орлова)
- 2007 — Всё по-честному (Маша, подруга Вовы)
- 2007 — Ваша честь (Лариса|4-я серия)
- 2005 — Я тебя обожаю… (продавщица)
- 2005 — Воскресенье в женской бане (Ира — главная роль)|Что имеем — не храним | Серия № 1
- 2004 — Женщины в игре без правил (Светка, любовница Кулачева)
- 2002 — Каменская-2 (женщина с котенком)| За все надо платить | фильм 4
- 2002 — Закон (агент Людмила)|Побег | 6-я серия|Засада | 7-я серия|Ваша честь | 23-я серия
- 2002 — Битва пяти воинств (девушка на пароходе)
- 2000 — Зорка Венера (Лара, подруга Жарого)

## Театральные работы

### В труппе Театра-студии киноактера (с 2001—2023)
Занятость в текущем репертуаре:
- «Тэатр купца Япішкіна» — Балетная
- «Щелкунчик» — Трудхен
- «Пигмалион» — Горничная
- «Механический человек» — Лиза
- «Анна Снегина» — Анна Снегина
- «Как выходят в люди, или На всякого мудреца довольно простоты» — Машенька
- «№ 13» — Глэдис, Памела
- «Средство Макропулоса» — Горничная
- «Хто смяецца апошнім» — Незнаёмая жанчына
- «Безымянная звезда» — Мадемуазель Куку
- «Две стрелы» — Вдова
- «В поисках истинного Я» — Хани
- «Алиса в Зазеркалье» — Мама — Белая королева
- «Женщины без границ» — Маша

## Причина смерти
- Причиной смерти стал оторвавшийся тромб, прибывшие врачи не смогли ничего сделать[13], смерть наступила в этот же день 12 июля 2023 года. Прощание с артисткой прошло 14 июля 2023 года в театре киноактеров в Минске[14].